# Calymperes palisotii
Calymperes palisotii är en bladmossart som beskrevs av Schwaegrichen 1816. Calymperes palisotii ingår i släktet Calymperes och familjen Calymperaceae. Inga underarter finns listade i Catalogue of Life.